# Gaston Moutardier
Pour les articles homonymes, voir Moutardier.
Gaston Moutardier, né le 4 mars 1889 à Comines, mort le 6 juillet 1944 à Amiens, est un résistant français, fusillé par les Allemands.

## Biographie

### Jeunesse
La famille paternelle de Gaston Moutardier était originaire d'Havernas dans la Somme. Gaston Moutardier naquit à Comines dans le département du Nord. Ses deux parents étaient instituteurs. En février 1908, à l'âge de 19 ans, il passa un concours d'entrée aux PTT.

### Carrière professionnelle
La guerre survient alors qu'il est affecté dans la Somme. En juillet 1940, après l'armistice, il réorganisa les services postaux du département. Il gravit tous les échelons de la hiérarchie jusqu'à devenir, en 1942, directeur départemental des P.T.T. du Nord, à Lille. En 1943, il fut nommé directeur départemental des P.T.T. du département de la Somme, à Amiens.

### La Résistance
C'est alors qu'il entra clandestinement dans le mouvement Résistance PTT dont il devint le dirigeant régional ainsi qu'au mouvement Libération-Nord. 
 Il transmit aux Alliés des renseignements sur les installations allemandes et les rampes de lancement de V1 qui permirent l'opération Crossbow. Il fournit les plans et schémas des installations de télécommunications de l’ennemi et mit au point un plan de sabotage des câbles téléphoniques qui fut appliqué avec un succès total.
Le 8 mars 1944, suspectés depuis longtemps d’activités clandestines, Gaston Moutardier et son adjoint Cyrille Werbrouck furent arrêtés par la Gestapo. Comparaissant devant le Tribunal militaire allemand d'Amiens, le 6 juillet 1944, ils furent condamnés à mort et immédiatement exécutés dans les fossés de la Citadelle d'Amiens.

## Hommages posthumes

### Timbres
- Un timbre à son effigie est édité dans une série de cinq timbres, émis le 27 avril 1959 et retirés de la vente le 18 septembre suivant. Cette série honore cinq résistants en même temps :
  - les Cinq Martyrs du lycée Buffon (Jean Arthus, Jacques Baudry, Pierre Benoit, Pierre Grelot et Lucien Legros), organisateurs d'un groupe patriotique dans leur lycée ;
  - Yvonne Le Roux : Membre du réseau Johnny de Brest, déporté à Ravensbrück ;
  - Gilbert Médéric-Védy : Résistant de Cherbourg ;
  - Louis Martin-Bret : Chef de mouvements dans les Alpes ;
  - Gaston Moutardier : Organisateur d'un réseau au sein des PTT de la Somme.
- Amiens: 
  - une rue du faubourg de Beauvais porte le nom de Gaston Moutardier.
  - à la direction régionale des PTT, une plaque commémorative à la mémoire de Gaston Moutardier et de Cyrille Werbrouck a été apposée le 16 septembre 1945.
- Havernas : l'impasse où se situait la maison de la famille Moutardier s'appelle désormais, impasse Gaston Moutardier.

## Pour approfondir